# Roselyne Lefrançois
Roselyne Lefrançois (ur. 20 czerwca 1950 w Saint-Malo) – francuska polityk, nauczycielka, samorządowiec, posłanka do Parlamentu Europejskiego (2007–2009).

## Życiorys
Ukończyła studia ekonomiczne oraz z zakresu socjologii. W latach 1977–2007 wykonywała zawód nauczyciela w Rennes. Od połowy lat 90. powoływana także na urząd jednego z wielu zastępców mera tego miasta. W 1996 przystąpiła do Partii Socjalistycznej. Wchodziła w skład kierowniczych organów różnych organizacji społecznych, w tym Konferencji Morskich Regionów Peryferyjnych (CRPM) i Konferencji Miast Łuku Atlantyckiego (CVAA). Otrzymała tytuł honorowego obywatela Sybina w Rumunii.
W 2007 z ramienia PS objęła mandat posłanki do Parlamentu Europejskiego (zastępując Marie-Line Reynaud). Była członkinią grupy Partii Europejskich Socjalistów, pracowała m.in. w Komisji Wolności Obywatelskich, Sprawiedliwości i Spraw Wewnętrznych oraz w Komisji Praw Kobiet i Równouprawnienia. W PE zasiadała do 2009.